# Eoraptor lunensis

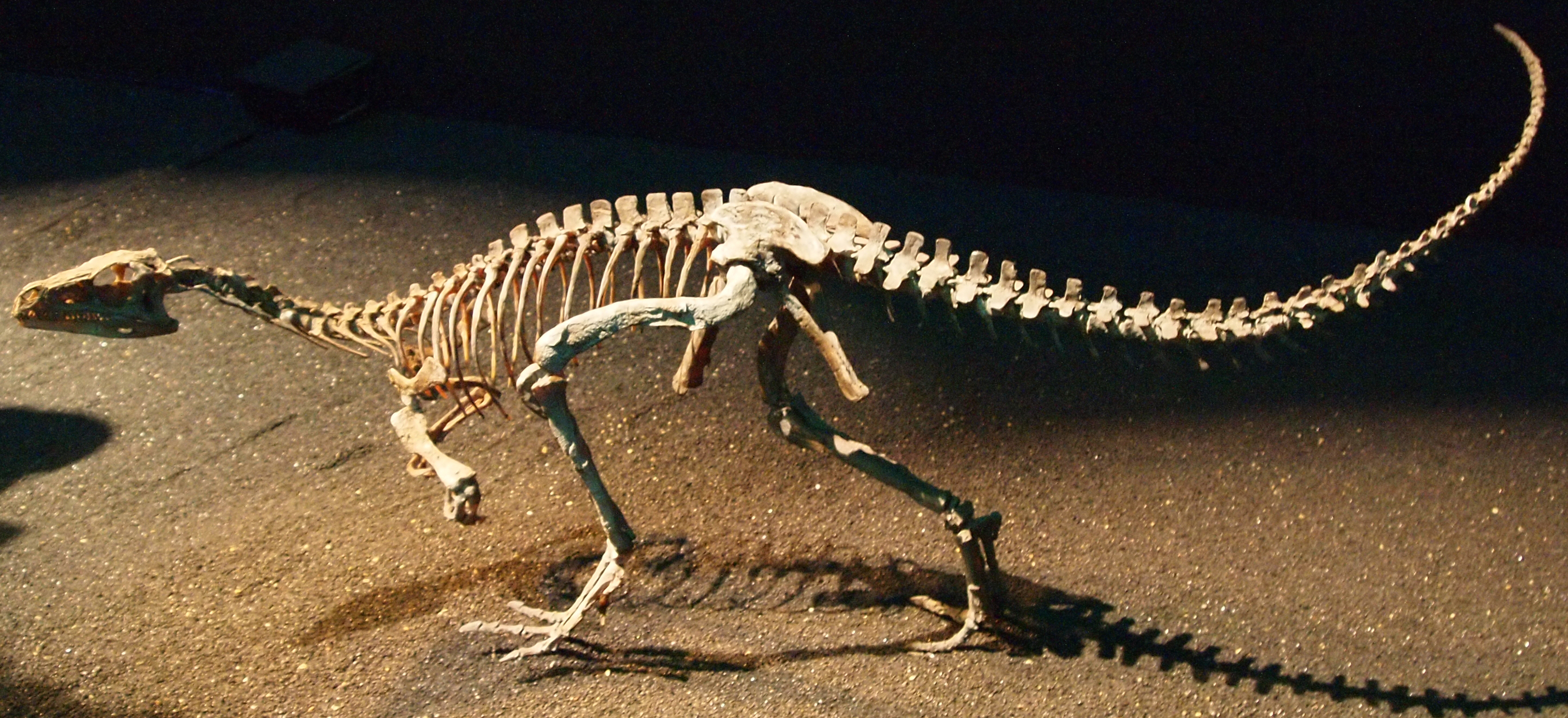

L'Eoraptor era un piccolo dinosauro primitivo vissuto all'inizio del Triassico superiore in Argentina, conosciuto per una sola specie E. lunensis.

## Il dinosauro più primitivo
Questo animale, lungo circa un metro e dall'aspetto piuttosto insignificante, è probabilmente vicino all'origine dei dinosauri e, a tutt'oggi, è considerato il dinosauro più primitivo. L'Eoraptor, il cui nome significa "cacciatore dell'alba" (dal greco "eos" = alba e dal latino "raptor" = cacciatore), visse circa 233-225 milioni di anni fa, ed è conosciuto attraverso vari resti scheletrici più o meno completi, tra i quali un cranio molto ben conservato, che denotano i caratteri primitivi dell'animale. 
L'Eoraptor presenta alcune caratteristiche adattative che avrebbero portato i dinosauri predatori, nel corso di 150 milioni d'anni, ad evolversi negli esemplari giganteschi che avrebbero dominato nel Giurassico e nel Cretaceo.

## Descrizione
Era un bipede e digitigrado lungo circa un metro e pesante non più di dieci chilogrammi; le sue zampe anteriori erano visibilmente più corte di quelle posteriori (circa la metà) e avevano cinque dita. Tre di queste, le più lunghe, terminavano in grandi artigli che servivano probabilmente per afferrare e trattenere la preda. Gli scienziati presumono che le altre due dita fossero troppo minuscole per svolgere una qualsiasi funzione di predazione.

### Dieta
L'Eoraptor probabilmente si nutriva di piccoli animali come lucertole e insetti; era un veloce corridore e, dopo aver catturato le sue prede, con tutta probabilità usava i suoi artigli e i suoi denti per farne bocconi. Ciononostante, possedeva sia denti da carnivoro sia da erbivoro, è quindi possibile pensare che fosse onnivoro o comunque avesse una dieta variabile.

## Caratteristiche arcaiche
Le ossa di questo primitivo dinosauro furono scoperte per la prima volta nel 1993 da Paul Sereno, paleontologo dell'Università di Chicago, nella Formazione di Ischigualasto in Argentina. Durante il tardo Triassico, quella che ora è una zona desertica era una valle percorsa da fiumi. Negli stessi luoghi furono scoperte le ossa di altri dinosauri primitivi, come il grande Herrerasaurus e il piccolo ornitischio Pisanosaurus. Nel 1993 fu possibile determinare la sua natura dinosauriana, e la sua primitività fu manifesta grazie alla mancanza di caratteri da predatore evoluto. Diversamente dai carnivori successivi, Eoraptor era privo di un'articolazione a scorrimento nella mandibola che permettesse di mordere prede grandi. Oltre a ciò, solo alcuni dei suoi denti erano curvati e seghettati, cosa invece molto comune nei carnivori successivi.

## Classificazione
Nonostante i suoi caratteri estremamente primitivi, è possibile definire Eoraptor come appartenente a uno dei due grandi gruppi di dinosauri, quello dei saurischi (dinosauri con il bacino di lucertola). Il fatto che Eoraptor possedeva alcuni denti simili a quelli degli erbivori primitivi e cinque dita pienamente sviluppate ha portato alcuni scienziati a considerare Eoraptor ancora più primitivo degli herrerasauridi e addirittura un possibile antenato dei prosauropodi, i dinosauri che diedero origine ai giganti erbivori dal collo lungo come Apatosaurus e Diplodocus.